# Ommatius nebulosus
Ommatius nebulosus är en tvåvingeart som beskrevs av Scarbrough 2008. Ommatius nebulosus ingår i släktet Ommatius och familjen rovflugor.
Artens utbredningsområde är Venezuela. Inga underarter finns listade i Catalogue of Life.